# Prepoteri
Els prepoteris (Prepotherium) són un gènere extint de mamífers pilosos de la família dels megatèrids que visqueren a Sud-amèrica durant el Miocè, fa entre 13,8 i 17,5 milions d'anys. Se n'han trobat restes fòssils a les províncies argentines de Río Negro i Santa Cruz. Les espècies d'aquest grup eren animals terrestres de dieta herbívora. Les estimacions del seu pes van des de 123 fins a 229 kg. El nom genèric Promegatherium significa ‘bèstia apta’.